# Hypocysta
Genre
Le genre Hypocysta regroupe des lépidoptères (papillons) de la famille des Nymphalidae et de la sous-famille des Satyrinae originaires d'Océanie.

## Dénomination
Le nom d’Hypocysta leur a été donné par Westwood en 1851.

## Liste des espèces
- Hypocysta adiante (Hübner, 1825)
  - Hypocysta adiante adiante

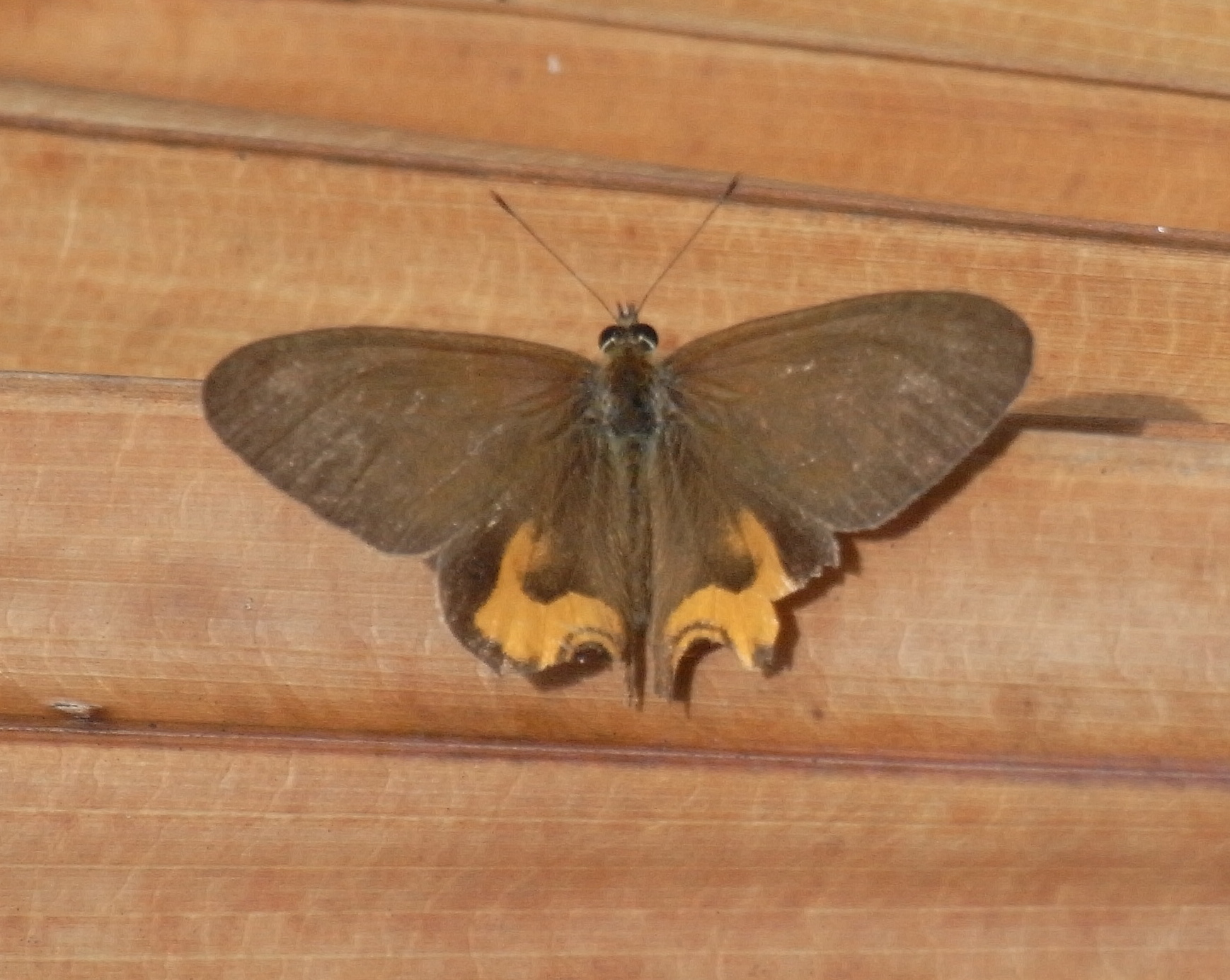
Hypocysta metirius

  - Hypocysta adiante antirius Butler, 1868 ;
- Hypocysta angustata angustata (Waterhouse et Lyell, 1914)
- Hypocysta aroa Bethune-Baker, 1908 ; en Nouvelle-Guinée
  - Hypocysta aroa aroa
  - Hypocysta aroa aspis Jordan, 1924;
- Hypocysta calypso Grose-Smith, 1897 ; en Nouvelle-Guinée
  - Hypocysta calypso aruana Jordan, 1924
- Hypocysta euphemia Westwood, [1851] ;
- Hypocysta haemonia Hewitson, 1863 ; en Nouvelle-Guinée
  - Hypocysta haemonia haemonia
  - Hypocysta haemonia fenestrella Fruhstorfer, 1911
  - Hypocysta haemonia pelusiota Fruhstorfer, 1911
- Hypocysta irius (Fabricius, 1775); en Australie dans le sud du Queensland.
- Hypocysta isis Fruhstorfer, 1894  ; en Nouvelle-Guinée
  - Hypocysta isis lepida Jordan, 1924 ;
  - Hypocysta isis pelagia Fruhstorfer, 1911
- Hypocysta metirius (Butler, 1875); en Australie dans le sud du Queensland.
- Hypocysta osyris (Boisduval, 1832) ; en Nouvelle-Guinée
  - Hypocysta osyris osyris
  - Hypocysta osyris hathor Fruhstorfer ;
  - Hypocysta osyris waigeuensis Joicey et Talbot, 1917 ;
- Hypocysta pseudirius (Butler, 1875)
- Hypocysta serapis Grose-Smith, 1894 ;

### Source
- (en) funet

### Liens taxonomiques
- (en) Tree of Life Web Project : Hypocysta
- (en) Catalogue of Life : Hypocysta Westwood, 1851 (consulté le 8 avril 2023)
- (en) NCBI : Hypocysta (taxons inclus)